# Сухой Иловай
Сухой Иловай — река в России, протекает по территории Первомайского района Тамбовской области. Правый приток реки Иловай.

## География
Река берёт начало у села Новоархангельское. Течёт на юг по открытой местности. Устье реки находится у села Новоспасское в 43 км по правому берегу реки Иловай. Длина реки составляет 27 км, площадь водосборного бассейна — 151 км².

## Данные водного реестра
По данным государственного водного реестра России относится к Донскому бассейновому округу, речной подбассейн реки — бассейны притоков Дона до впадения Хопра. Речной бассейн реки — Дон (российская часть бассейна).
Код объекта в государственном водном реестре — 05010100512107000002610.